# 쿨리지 효과
쿨리지 효과(영어: Coolidge effect)는 생물학과 심리학에서, 포유류의 수컷(그리고 더 적은 수의 암컷)이 새로운 교미 대상이 나타났을 때, 심지어 아직까지 이전의 파트너와 있고 이 파트너와 교미를 중단한 후인데도 새롭게 성적인 흥분을 나타내는 것을 말한다. 수컷은 다수의 암컷들과의 교미에 대해서라면 여러 차례 흥분할 준비가 되어 있다.

## 용어의 기원
생태학자인 프랭크 비치(Frank A. Beach)가 1955년의 저작에서 처음으로 사용하였다. 그는 이 신조어를 이렇게 표현하였다.
| “ | 캘빈 쿨리지가 대통령이었을 때의 우스개소리이다. 대통령과 영부인이 정부가 새로 만든 농장을 (따로) 시찰하였다. 영부인이 닭장에 가보았더니 수탉이 매우 자주 교미하는 것을 볼 수 있었다. 그녀가 관리인에게 수탉이 얼마나 자주 하냐고 묻자 "매일 수십번은 합니다"라는 대답을 들을 수 있었다. 그녀는 "대통령이 들를 때 그걸 얘기해 주세요."라고 전해두었다. 이 얘기를 듣자 대통령이 물었다. "매번 같은 암탉하고 하나요?" 대답은 "아뇨 대통령님, 매번 다른 암탉과 한답니다"였고 대통령이 이렇게 말했다. "그걸 영부인에게 얘기해 주세요." | ” |

## 같이 보기
- 브루스 효과(en)